# Titularbistum Fissiana
Fissiana war eine antike Stadt in der römischen Provinz Byzacena bzw. Africa proconsularis in der Sahelregion von Tunesien.
Fissiana ist ein ehemaliges Erzbistum der römisch-katholischen Kirche und heute ein Titularbistum.
| Titularbischöfe von Fissiana |                          |                                                   |                    |                  |
| Nr.                          | Name                     | Amt                                               | von                | bis              |
| 1                            | Francis Arinze           | Koadjutorbischof von Onitsha (Nigeria)            | 6. Juli 1965       | 26. Juni 1967    |
| 2                            | Leo Rajendram Antony     | Weihbischof in Jaffna (Sri Lanka)                 | 3. August 1968     | 15. Februar 1974 |
| 3                            | Joseph Valerius Sequeira | Apostolischer Administrator von Bassein (Myanmar) | 20. Oktober 1984   | 24. Januar 1986  |
| 4                            | Julio Ojeda Pascual OFM  | Apostolischer Vikar von San Ramón (Peru)          | 30. März 1987      | 28. April 2013   |
| 5                            | Fernando Martín Croxatto | Weihbischof in Comodoro Rivadavia (Argentinien)   | 13. März 2014      | 3. August 2017   |
| 6                            | Darius Trijonis          | Weihbischof in Vilnius (Litauen)                  | 29. September 2017 | 6. Juni 2024     |
| 7                            | Alejandro Daniel Pardo   | Weihbischof in Buenos Aires (Argentinien)         | 19. Juni 2024      |                  |